# スペイン異端審問

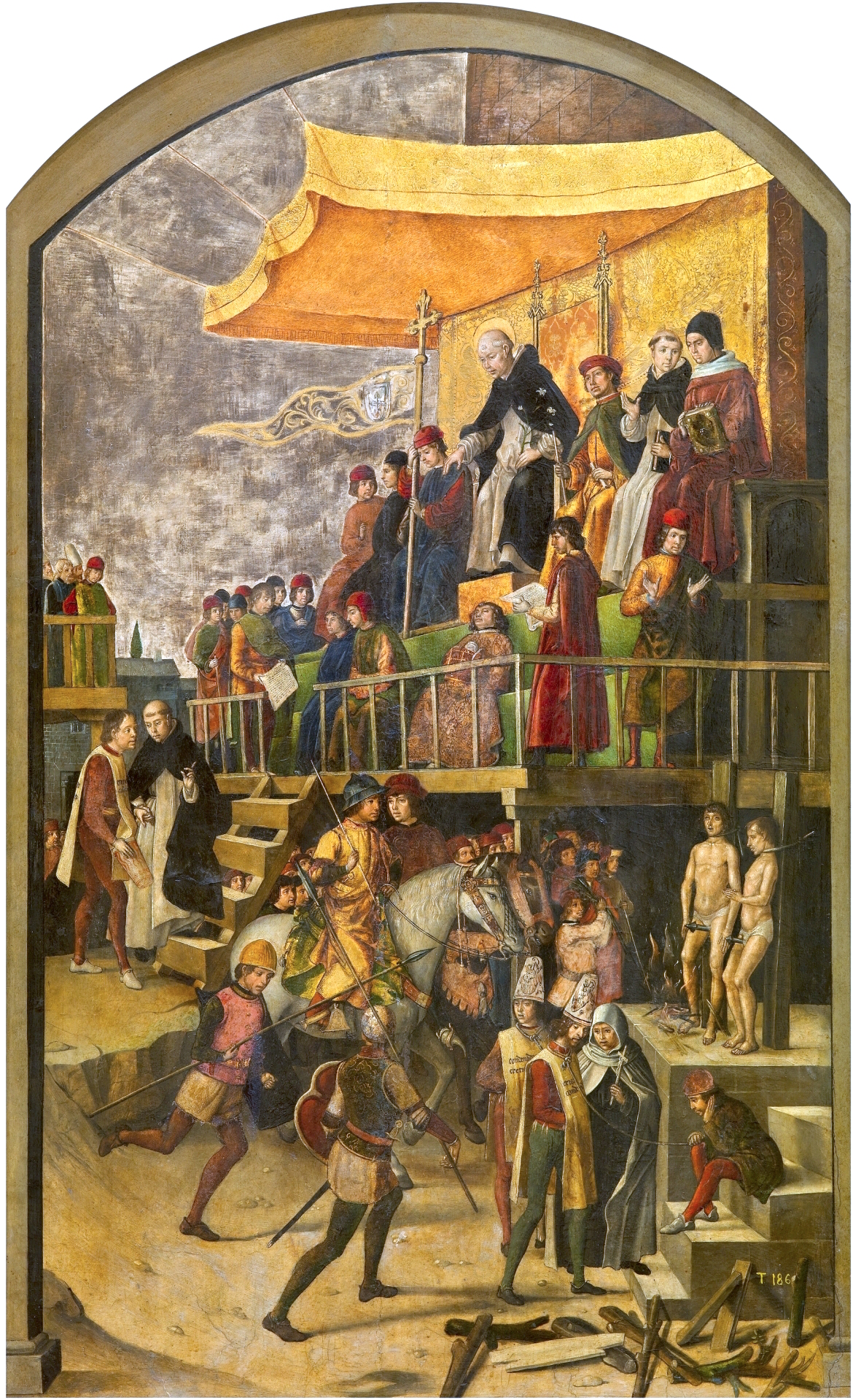
スペイン異端審問の様子を描いた絵

スペイン異端審問（スペインいたんしんもん）は、15世紀以降、スペイン王の監督の下にスペイン国内で行われた異端審問のこと。宗教的な理由というよりも政治的な思惑が設置に大きく関わっている。15世紀末にフェルナンド2世が、コンベルソ（カトリックに改宗したユダヤ教徒）に起因する民衆暴動を抑え、多民族国家であるスペインのカトリック的統一を目的にローマ教皇に特別な許可を願って設置された。王権制約的であったアラゴン諸王国に対する王権行使の機関、中央集権機関としての側面もある。設立当初の審問の対象者は主にコンベルソとモリスコ（カトリックに改宗したイスラム教徒）であった。

## 時代背景
13世紀の「大レコンキスタ」以降、イベリア半島の大部分がイスラム教国家からキリスト教国家の領土となったが、依然グラナダなど南部を中心に多くのイスラム教徒たちが暮らしていた。カスティーリャ王国では、信仰の自由と自治権を保障されたアルハマ（ユダヤ人共同体）があり、セビリャ、ムルシア地方にも多数のムデハル（キリスト教国支配下のイスラム教徒）が存在した。またアラゴン王国でも、バレンシアなどに多くのムデハルが暮らしており、バルセロナなどに多くのユダヤ教徒がいた。この頃は非キリスト教徒に対しても寛容な時代であった。14世紀の半ば頃から、ペストの流行や経済的問題などにより、比較的富裕層が多かったユダヤ教徒に不満が集まった。1391年のセビリャで大規模なポグロム（ユダヤ人虐殺）が起こると、それは各都市に飛び火した。これによって多くのユダヤ教徒が虐殺され、改宗を強いられた。けれどもユダヤ人への不信感は払拭されず、度々反ユダヤ暴動が起こった。
またアラゴン王国では他のヨーロッパ諸国と同様に教皇庁の任命した異端審問官が巡回する異端審問が行われていたが、それほど大掛かりには行われなかった。またアラゴン王国の宮廷では多くのユダヤ人が仕えていた。フェルナンドとイサベル1世の結婚を斡旋したのもペドロ・デ・ラ・カバレリャというユダヤ人家臣であった。

## スペイン異端審問の開始
カスティーリャ王国のイザベルとアラゴン王国のフェルナンド2世の結婚（1469年）レコンキスタの完了（1492年）により、スペインに待望の統一王権が誕生した。フェルナンド2世にとって国内の一致のためにも、表面上はキリスト教に改宗しながら実際には自分たちの信仰を守っていたモリスコ、コンベルソの存在が邪魔なものになっていた。フェルナンド2世は異端審問のシステムを用いれば、これらの人々を排斥し、政敵を打ち倒すことができると考えた。さらにフェルナンドはユダヤ人金融業者から多額の債務を負っていたため、もし金融業者たちを異端審問によって社会的に抹殺できれば債務が帳消しになるという思惑もあった。
フェルナンドはローマ教皇と親交を深めることで自らの王権を強化しようと考えていたが、同時に教皇の影響力を自国からできる限り排除したいとも思っていた。異端審問はすべて教皇の管轄下で行われるため、もしフェルナンドがスペイン国内で異端審問を行っても自分の思い通りにはできず、教皇庁の介入を許すことになる。フェルナンドは異端審問を自らの政治目的に沿って利用するためにも、教皇の監督行為を排除した異端審問を行いたいと考えていた。そこでスペインにおいて王の監督のもとに独自に異端審問を行う許可を教皇シクストゥス4世に願った。
教皇は当然、世俗権力によって異端審問が政治的に利用されることの危険性を察知し、なかなか首を縦に振ろうとしなかった。そこでフェルナンドはさまざまな方策を用いて、この許可を得ようとした。ここで活躍したのがスペイン人枢機卿ロドリゴ・ボルハであった。彼の奔走の甲斐もあって、1478年に教皇はしぶしぶながらカスティーリャ地方以外においてのみ独自の異端審問を行うことを許可した。（これによってボルハ枢機卿は後年のコンクラーヴェでスペイン王の強力な後押しを受けることができた。彼こそが堕落した中世教皇の筆頭にあげられるアレクサンデル6世である。）
こうしてユダヤ教徒とイスラム教徒に狙いを定めたフェルナンドとイザベルによって異端審問所の長官に任命されたのがトマス・デ・トルケマダである。そもそも「異端」審問というものは、「キリスト教徒でありながら、正しい信仰を持っていないもの」を裁くためのものであり、ユダヤ教徒やイスラム教徒をその信仰ゆえに裁く権利はなかった。しかし初期のスペイン異端審問所は、一旦改宗しながらユダヤ教、イスラム教の習慣を守るコンベルソ、モリスコを多く裁いた。
シクストゥス4世はセビリアから始められたスペイン異端審問がユダヤ人に的をしぼって行われていることに見かねて抗議したが、フェルナンド王が自らの支配下にあるシチリア王国の兵力による教皇庁への支援打ち切りをほのめかして恫喝したため、引き下がらざるを得なかった。教皇としてフェルナンド王の行きすぎた行動や見境のない処罰がキリスト教と異端審問の名を借りて行われていることを看過できず、スペイン異端審問を「ユダヤ人の財産狙いの行為である」と断言している。「もっともカトリック的な王」という称号とは裏腹にフェルナンドは教皇を徹底的に利用し、教皇に対しては従順を装いながらも強圧的に臨んでいた。教皇がフェルナンドの要求を断れなかった背景には当時の地中海情勢がある。勢い盛んだったオスマン帝国がギリシアを支配下においてイタリア本土を脅かし始めたのだ。教皇領とイタリア半島の安全はシチリア王国の軍事力によって保障されていた。シチリア王国の主でもあるフェルナンドはこれを対教皇折衝の切り札としていたのである。教皇はフェルナンドの要求を飲まざるを得ない状況に追い込まれた。こうしてスペイン異端審問に教皇の正式なお墨付きを得たフェルナンドは、教皇の干渉なしに自由に異端審問を利用できるようになった。

## スペイン異端審問の変遷
1484年に死去したシクストゥス4世の後を継いだインノケンティウス8世は2度にわたって回勅を発布し、スペインにおける異端審問の行き過ぎを批判し、被疑者への寛大な措置を願っている。そもそも異端審問のシステムにおいては裁くのは教会関係者であっても、処罰を行うのは世俗の権力であるのが通例であった。拷問は自白を引き出すために用いられ、被疑者が自白すると刑罰が執行された。刑罰も一律ではなく、人前で異端であることを示す服を着せられて見世物にされる程度の軽い刑から火刑による処刑までさまざまであった。異端審問を受けた被告の処罰はしばしば都市の広場で行われた。異端判決宣告式（アウト・デ・フェ）そしてそれに続く火刑は、公権力の存在を人々に知らしめるものであった。
異端審問は告発者が秘密であることが特色であったため、しばしば異端と関係ない無実の人々が恨みなどから、あるいは王室から与えられる報奨金目当てに訴えられることも多かった。裕福なフダイサンテ（隠れユダヤ教徒）の告発は王室自身が行っていたであろうことは裁判後に資産が王室に没収されたことからうかがえる。
宗教改革の時代に入ると、異端審問所はその照準をフダイサンテから「古くからのキリスト教徒」へ移す。彼らの宗教生活を監視し、少数ではあったがプロテスタントや照明派に対しても審問が行われ、スペイン反宗教改革の中心的役割を負った。またスペインにおいては魔女は異端審問ではほとんど扱われず、訴えがあった場合でも精神異常者ということで釈放されることが多かった。
17世紀に入ると、審理件数は減少の一途をたどり、18世紀になるとほとんど機能しなくなる。スペインにおける異端審問が正式に廃止されたのはナポレオン・ボナパルトの支配を受けた1808年である。ナポレオンの元でスペイン王となったジョゼフ・ボナパルトは、異端審問の廃止を決定したが、その決定には反発も根強く、その後いったん復活した。だがもはや実効性はなく、1834年摂政マリア・クリスティーナのもと、完全に廃止となった。
スペイン異端審問の正確な被害者数を知ることは難しいが、ある研究者はトマス・デ・トルケマダの15年の在職期間中に2000人ほどのユダヤ人が火刑になったと考えている。イスラム教徒やイスラムからの改宗者の犠牲者はそれよりずっと少なかったと考えられている。最新の研究によれば、スペイン異端審問において12万5千人近くが裁判を受けたが、実際に死刑を宣告されたのはそのうち1200人～2000人程度で、ほとんどの被告は警告を受けるか、無罪が証明されて釈放されたとされている。どうやらスペイン異端審問には（スペインを批判するために用いられた）「黒い伝説」の一部として、誇張され過大に語られてきた部分もあると見られる。

## スペイン異端審問をモチーフにした作品
- 空飛ぶモンティ・パイソン - 異端審問を題材にした有名なスケッチ『スペイン宗教裁判』がある。
- カラマーゾフの兄弟 - 作中の物語「大審問官」の舞台が中世のスペイン。
- アラトリステの2巻『異教の血』で異端審問のプロセスが詳細に描かれている。
- 宮廷画家ゴヤは見た
- ドン・カルロ
- メル・ブルックス/珍説世界史PARTI - 異端審問を題材にしたミュージカル・チャプターがあり、メル・ブルックスがトマス・デ・トルケマダを演じている。
- アサシン クリード - 劇中の舞台が異端審問が活発に行われていた1492年のスペイン。フィクションが織り混ぜられているものの当時の時代背景や出来事が詳しく描写されている。
- ヴァチカンのエクソシスト

その他にも、『スタートレックIV 故郷への長い道』では20世紀に飛んだドクター・マッコイが、原始的な医術を「スペイン異端審問か」と皮肉る台詞があるなど、主に欧米のプロテスタントの間では理不尽な尋問の代名詞として定着している。